# Grammochesias rotroui
Grammochesias rotroui là một loài bướm đêm trong họ Geometridae.